# Козлов, Юрий Вильямович
Юрий Вильямович Козлов (род. 23 июля 1953, Великие Луки) — советский и российский писатель, прозаик, редактор, автор более 30 книг, работающий в жанре «интеллектуального романа».

## Биография

### Происхождение
Юрий Козлов — сын писателя Вильяма Фёдоровича Козлова (Вила Ивановича Надточеева), внук Ивана Надточеева (потомственный дворянин, впоследствии генерал-лейтенант пограничных войск СССР, репрессирован в 1937 году). До 17 лет Юрий Козлов жил в Ленинграде.
После окончания учёбы в Московском Полиграфическом институте (1974 год) работал в журнале «Пионер», где состоялся его успешный творческий дебют — рассказ «Качели в Пушкинских горах». Был призван в армию, служил в войсках ПВО на Чукотке. После возвращения из армии работал в журналах «Юность» и «Огонёк».

### Литературная деятельность
В 1979 году в издательстве «Молодая гвардия» выходит в свет первое серьёзное произведение молодого писателя — роман «Изобретение велосипеда», оказавшее большое влияние на подростков того времени. Книга вызвала невероятную волну откликов и дискуссий, была отмечена критиками и неоднократно впоследствии переиздавалась. Большой интерес у читателей и критиков вызывают и другие произведения Юрия Козлова: повести «Имущество движимое и недвижимое», «Геополитический романс», романы «Одиночество вещей», «Колодец пророков», «Проситель», «Реформатор», «Ночная охота», «Закрытая таблица», «Почтовая рыба», «sВОбоДА», «Враждебный портной», «Белая буква», «Новый вор».
В 1981 году, в возрасте 27 лет Юрий Козлов был принят в Союз писателей СССР. Его произведения регулярно публикуются в журналах «Юность», «Пионер», «Аврора», «Октябрь» и других, издаются отдельными книгами.
В девяностые годы писатель обращается к публицистике, печатается в центральных СМИ, работает в газете «Россия», а затем (с 1996 года) начальником отдела в Пресс-службе Государственной Думы. С 2005 по 2011 гг. Юрий Козлов — начальник Управления Пресс-службы Совета Федерации.
С 2001 года по настоящее время Юрий Козлов является главным редактором журналов «Роман-газета» и «Детская роман-газета». Как редактор он ориентируется на современную российскую прозу, опирающуюся на классические традиции. В «Детской роман-газете» публикуются произведения русских классиков для детей и работы лучших современных детских книжных иллюстраторов.
Произведения Юрия Козлова переведены на китайский, японский, немецкий, испанский, чешский, болгарский, польский, эстонский, украинский, казахский, азербайджанский и другие языки.

## Семья
- Жена — Татьяна Вячеславовна Пискарёва, журналист, поэтесса. Работала в центральных газетах и на телевидении. Эксперт в области связей с общественностью.

- Дочь — Анна Козлова, писатель, сценарист, автор нескольких книг прозы.

- Дочь — Екатерина.
- Сын — Иван.

## Награды
Всероссийская литературная премия «Традиция» (1995), премия Московского правительства (1996), Малая литературная премия России «За честность и объективность в творчестве» (1998), премия имени Александра Невского «России верные сыны» (2002), премия «Коляска» Санкт-Петербургского Союза писателей (2006), Всероссийская премия имени Дельвига «Серебряный Дельвиг» (2013), Международная литературная премия Югры «За вклад в литературу» (2013), Национальная литературная премия «Золотое перо Руси» (2018), Всероссийская литературная премия имени Бориса Корнилова, (2018), Всероссийская литературная премия имени Н. С. Лескова «Очарованный странник» (2019).